# Fête de la mer de Boulogne-sur-Mer
Pour les articles homonymes, voir Fête de la mer (homonymie).
La Fête de la mer de Boulogne-sur-Mer est un rassemblement maritime qui se déroule tous les deux ans depuis 2003 dans le 1er port de pêche français.

## Présentation
Lors de cette manifestation, organisée par la ville de Boulogne-sur-Mer, la Communauté d'agglomération du Boulonnais et, depuis 2005, la Fédération Régionale pour la Culture et le Patrimoine Maritime (F.R.C.P.M.) du Nord-Pas-de-Calais, sont présentés les traditions maritimes et les produits de la mer fabriqués localement.
Plusieurs navires, grands voiliers, navires administratifs et bateaux de pêche sont également ouverts à la visite. Une flottille d'anciens bateaux de travail et de voiliers classiques venus du Nord-Pas-de-Calais, de Belgique, d'Angleterre et de Normandie enrichit ce rassemblement.
En 2014, le Ministère de la Culture inscrit cette fête à l'Inventaire du patrimoine culturel immatériel en France.

## Éditions

### Édition 2003 (première édition)
La première édition de la Fête de la Mer a eu lieu les 13 et 14 juillet 2003.
Bateau Présent: le bateau de sauvetage Président Jacques Huret (SNS 076)  France,les chalutiers Charles de Foucauld (BL 463883) (1980),  France, Marmouset II (BL 851457) (1994),  France Frégate III (BL 925601) (2006),  France et la vedette à passagers du port Florelle (BL 652731)  France

### Édition 2005
La deuxième édition de la Fête de la Mer a eu lieu du 22 au 24 juillet 2005.
Bateau Présent: le bateau de sauvetage Président Jacques Huret (SNS 076)  France,les chalutiers Charles de Foucauld (BL 463883) (1980),  France, Marmouset II (BL 851457) (1994),  France Frégate III (BL 925601) (2006),  France et la vedette à passagers du port Florelle (BL 652731)  France

### Édition 2007

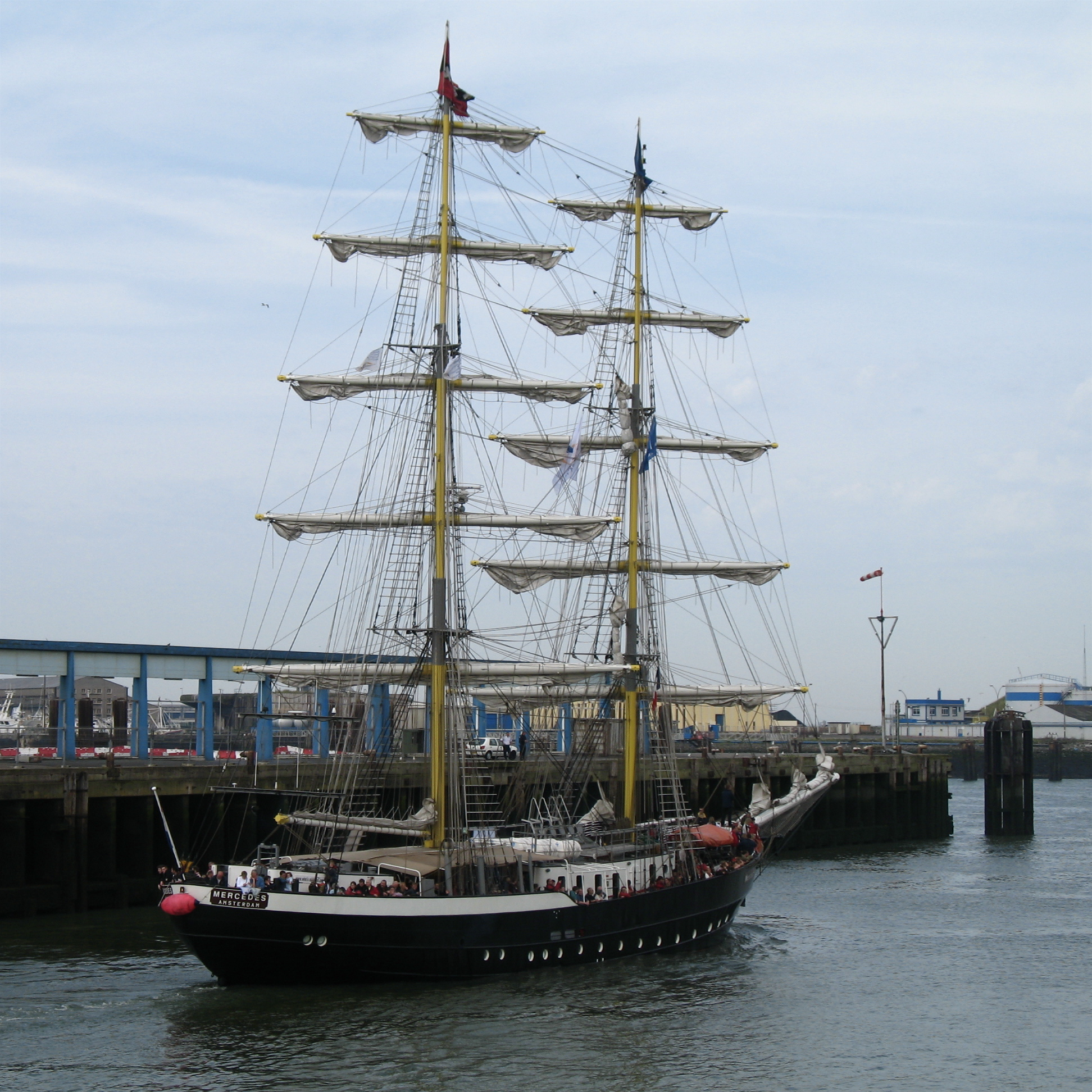
Mercedes (Boulogne 2007)

La troisième édition de la Fête de la Mer a eu lieu du 13 au 15 juillet 2007.
Quelques bateaux présents : 
- le trois-mâts barque Belem,  France
- le cotre pirate Le Renard,  France
- le lougre Strand Hugg,  France
- le brick Mercedes , Pays-Bas
- le dundee Nele ,  Belgique
- le bateau de sauvetage Président Jacques Huret (SNS 076),  France
- Les chalutiers Charles de Foucauld (BL 463883) (1980),  France, Marmouset II (BL 851457) (1994),  France Frégate III (BL 925601) (2006),  France et la vedette à passagers du port Florelle (BL 652731)  France

### Édition 2009
La quatrième fête de la Mer, organisée du 11 au 14 juillet 2009, célèbre le sauvetage en mer. C'est en 1825 qu'a été fondée la première station de sauvetage française qui portait le nom de SHN (Société Humaine et des Naufrages). Le canot actuel Président Jacques Huret (SNS 076) porte encore cette inscription.
- Trois scènes musicales : chants marins, folklore et traditions, et groupes musicaux de Boulogne-sur-Mer et de la Côte d'Opale, de Belgique, de Bretagne, d’Angleterre, de Hollande, d’Irlande...
- Des sorties en mer, entre 2 et 3 heures sur le brick Mercedes, le trois-mâts barque Artémis, le dundee Nele, la gabare Notre-Dame de Rumegol, ou le chalutier Charles Marie.
- Parades des bateaux et feu d'artifice...
- Bateau inscrit: Mercedes  Pays-Bas, Artémis  Pays-Bas, Nele  Belgique, Notre-Dame de Rumegol  France, Charles Marie  France, le bateau de sauvetage Président Jacques Huret (SNS 076)   France Les chalutiers Charles de Foucauld (BL 463883) (1980),  France, Marmouset II (BL 851457) (1994),  France Frégate III (BL 925601) (2006),  France et la vedette à passagers du port Florelle (BL 652731)  France, ...

### Édition 2011
Pour la cinquième édition, organisée du 14 au 17 juillet 2011, les phares de la Côte d'Opale sont mis à l'honneur et une exposition philatélique sur la pêche maritime et les phares côtiers... Bateaux présents: Morgenster  Pays-Bas, Étoile de France  France, Belle Angèle  France, Mercedes  Pays-Bas, Nele  Belgique,le bateau de sauvetage Président Jacques Huret (SNS 076)  France,Les chalutiers Charles de Foucauld (BL 463883) (1980),  France, Marmouset II (BL 851457) (1994),  France Frégate III (BL 925601) (2006),  France et la vedette à passagers du port Florelle (BL 652731)  France   ...

### Édition 2013

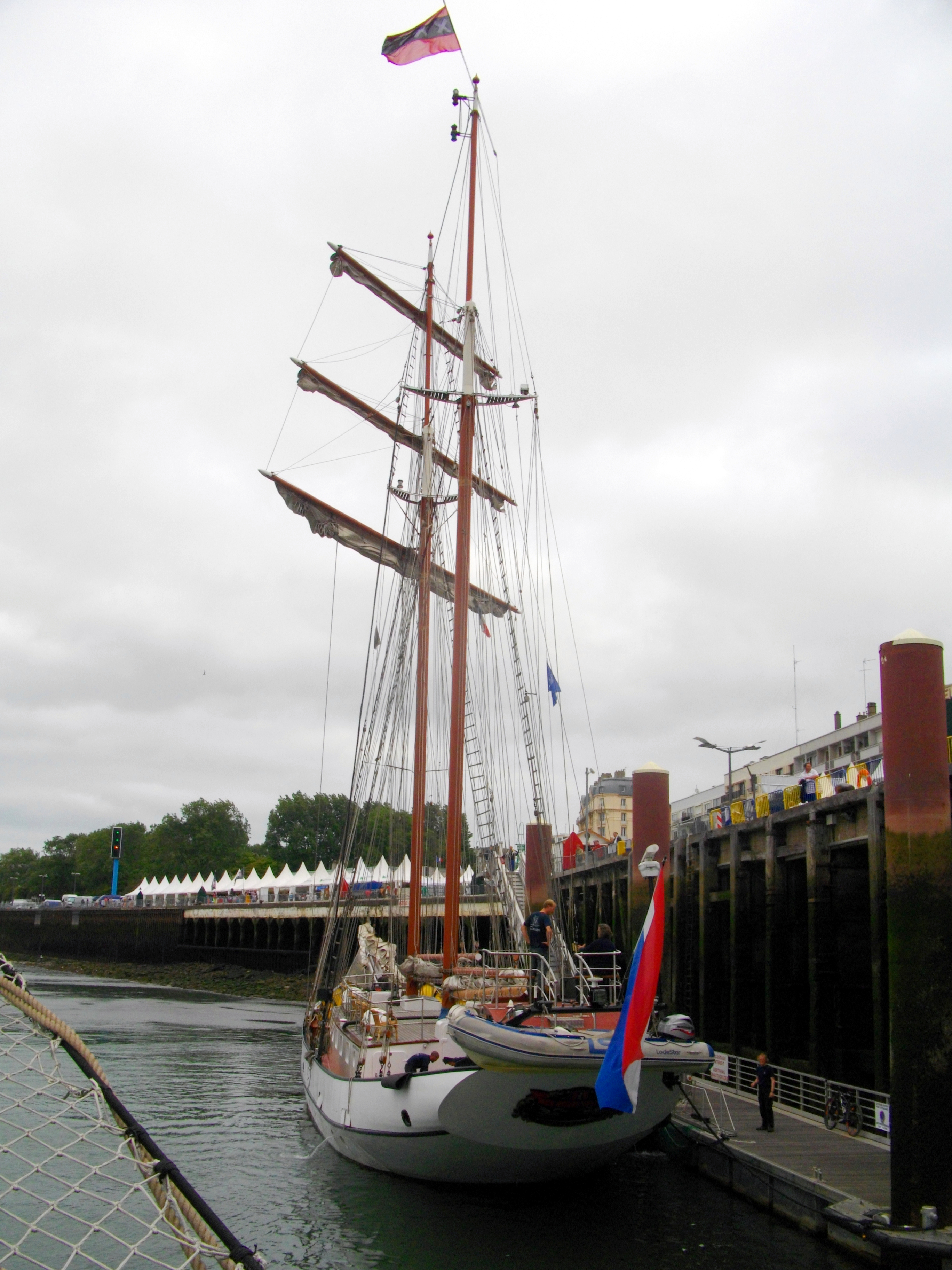
JR Tolkien (Boulogne 2013)

La 6e édition de la grande fête maritime de la Côte d'Opale se déroule du 11 juillet au 14 juillet 2013 au port de Boulogne-sur-Mer, sur le quai Gambetta et au Bassin Napoléon.
La fête de la Mer a reçu la visite de la Patrouille de France le 13 juillet et du Président de la République François Hollande le 14 juillet. Ce sont les dix ans de la fête.
Bateaux présents :
- le brick Mercedes (1958),  Pays-Bas
- la goélette à hunier JR Tolkien (1964),  Pays-Bas
- le ketch Iris (1916),  Pays-Bas
- le dundee Nele (2005),  Belgique
- la goélette à hunier Étoile de France (1938),  France
- la réplique d'une frégate du XVIIIe siècle Étoile du Roy (1996),  France
- le cotre navire-école de la Marine nationale Mutin (1927),  France
- La vedette des Affaires maritimes Armoise (1994),  France
- Le chasseur de mines Cassiopée (1984),  France
- Le chalutier Charles de Foucauld (BL 463883) (1980),  France
- Le chalutier Marmouset II (BL 851457) (1994),  France
- Le chalutier hybride[7] Frégate III (BL 925601) (2006),  France
- la vedette à passagers du port Florelle (BL 652731)  France
- le bateau de sauvetage Président Jacques Huret (SNS 076)  France

### Édition 2015

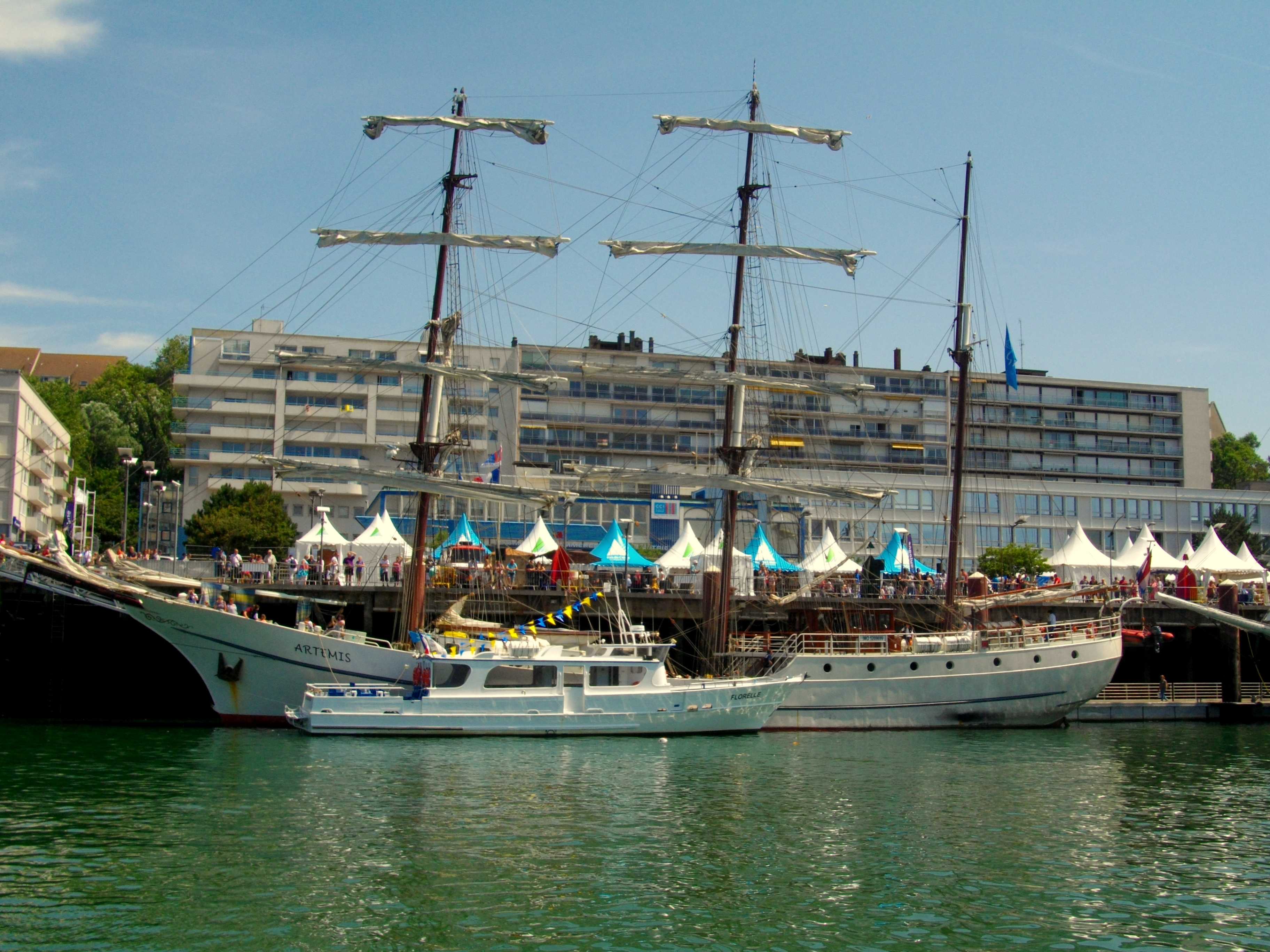
Artémis (Boulogne 2015)

La 7e édition de la grande fête maritime de la Côte d'Opale se déroule du 10 juillet au 14 juillet 2015 au port de Boulogne-sur-Mer, sur le quai Gambetta et au Bassin Napoléon
Quai Gambetta :
- le trois-mâts barque Artémis  Pays-Bas,
- le brick Mercedes  Pays-Bas,
- le dundee Nele  Belgique,
- le brick-goélette Jantje  Pays-Bas,
- le harenguier Iris  Pays-Bas,

Bassin Napoléon :
- le trois-mâts barque Kaskelot  Royaume-Uni,
- le cotre voilier-école Mutin  France,
- La vedette des Affaires maritimes Armoise  France
- le patrouilleur P676 Flamant  France,
- la caraque Nao Victoria  Espagne,
- Le chalutier Marmouset II (BL 851457),  France
- Le chalutier hybride[7] Frégate III (BL 925601),  France
- la vedette à passagers du port Florelle (BL 652731)  France
- Autres voiliers traditionnels : la goélette Anna TX 37  Pays-Bas, le dundee Christ-Roi, le sloop Saint-Jehan, le ketch Jacqueline-Denise  Belgique
- le bateau de sauvetage Président Jacques Huret (SNS 076)  France

Une sortie nocturne est prévue le 14 juillet, la Patrouille de France survolera la fête le 13 juillet et de nombreuses animations sont prévues (concerts, spectacles, etc) comme chaque année.

### Édition 2017
La 8e édition de la grande fête maritime de la Côte d'Opale s'est déroulée du 13 juillet au 16 juillet 2017 au port de Boulogne-sur-Mer, du quai Gambetta jusqu’au bassin Napoléon.

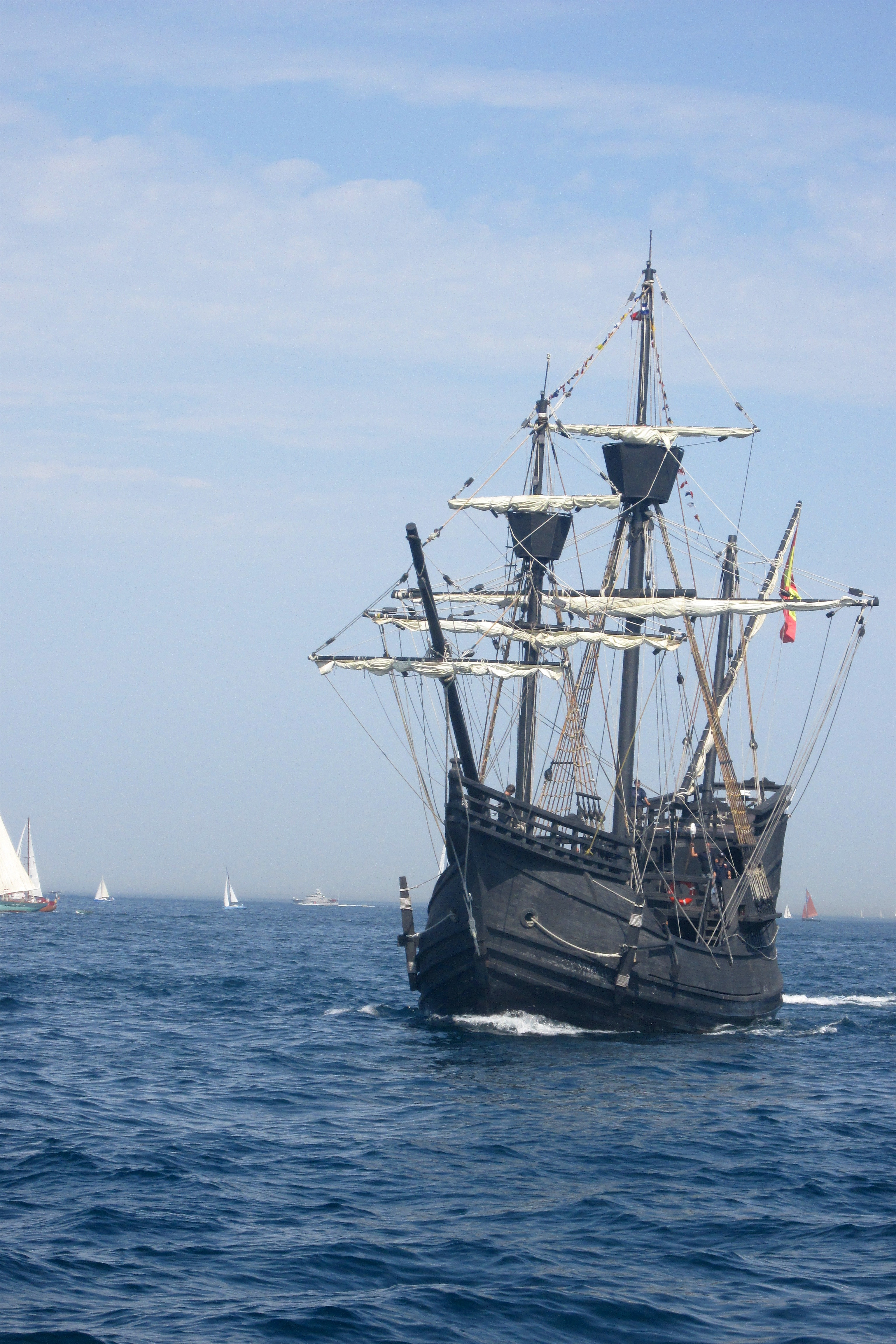
Nao Victoria ESP

Elle a accueilli, pour la première fois, le principal concours de chant de marin français : le trophée Capitaine Hayet créé en 1998 par la revue Le Chasse-Marée, porté depuis 2015 par l’Office du Patrimoine Culturel Immatériel (OPCI). Il célèbre toutes les facettes du chant de marin : chant de travail, à danser, complaintes ou composition. Ce concours rassemblant la fine fleur du chant de marin français, porte le nom d’un capitaine de grands voiliers qui rassembla, dans un recueil publié en 1927 et devenu un classique, les chants de ses équipages. Comme les marins, le trophée Capitaine Hayet navigue de port en port, après Vannes en 2015, Sète en 2016, il aborde, pour la première fois, les rivages de la Manche et de la Mer du Nord, avec une escale à Boulogne-sur-Mer le 13 juillet 2017
Bateaux Présent:
- le ketch Iris (1916),  Pays-Bas
- le dundee Nele  Belgique,
- la caraque Nao Victoria  Espagne,
- Le dundee thonier Étoile Molène  France,
- Le trois-mâts carré Étoile du Roy  France
- le bateau sauvetage Président Jacques Huret (SNS 076)  France
- les chalutiers Charles de Foucauld (BL 463883) (1980),  France, Marmouset II (BL 851457) (1994),  France Frégate III (BL 925601) (2006),  France et la vedette à passagers du port Florelle (BL 652731)  France

### Édition 2019

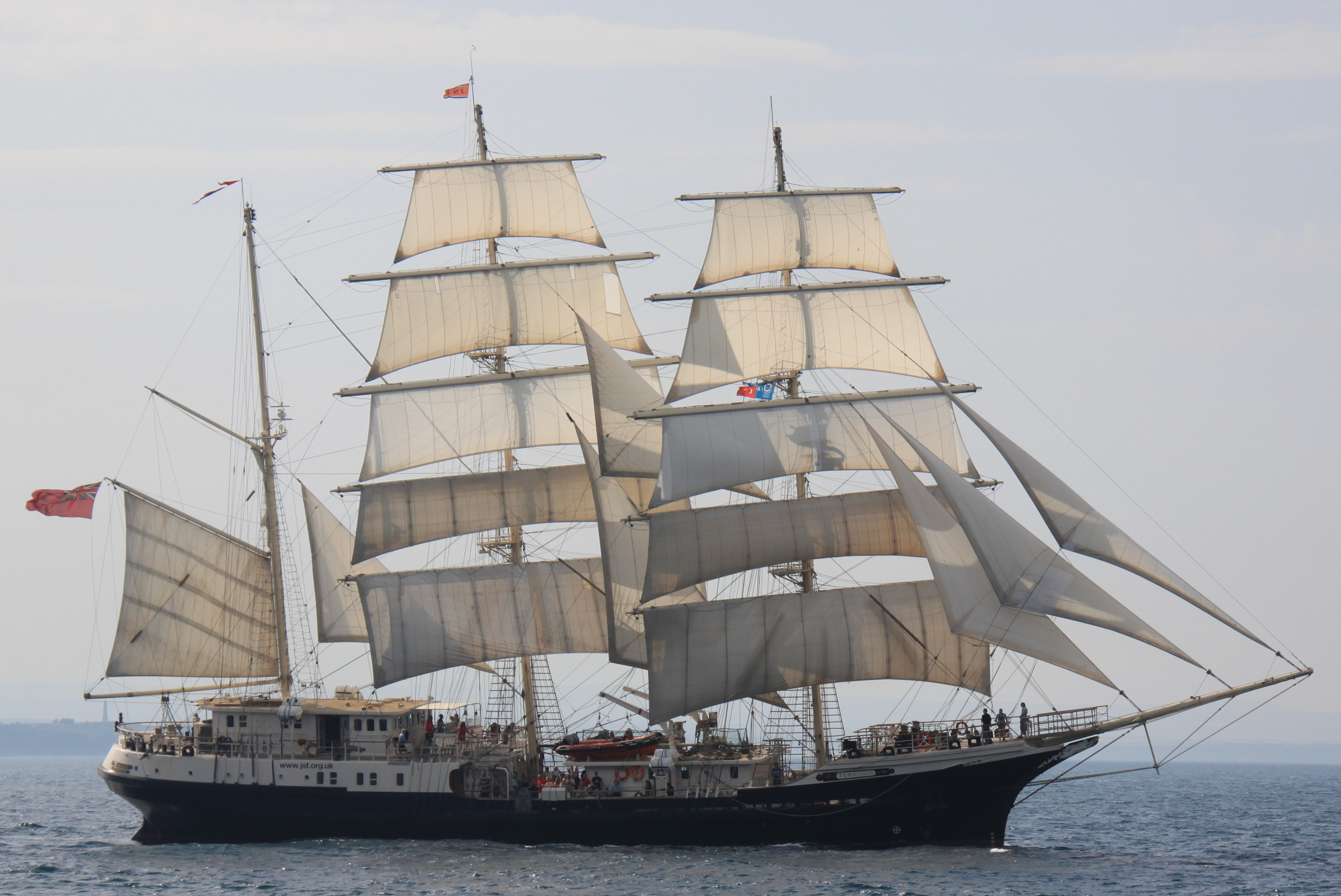
Tenacious

La 9e édition de la grande fête maritime de la Côte d'Opale  s'est déroulée du 11 juillet au 14 juillet 2019 au port de Boulogne-sur-Mer , du quai Gambetta jusqu’au bassin Napoléon.
Bateaux présents :
- le dundee Nele  Belgique,
- Le harenguier Iris  Pays-Bas,
- Le dundee thonier Étoile Molène  France,
- Le trois-mâts carré Étoile du Roy  France,
- Le trois-mâts goélette Marité  France,
- Le trois-mats Pelican of London  Royaume-Uni,
- Le trois-mâts barque Tenacious  Royaume-Uni,
- La goélette de recherche scientifique Tara  France ,
- La vedette des Affaires Maritimes Armoise  France ,
- Le patrouilleur des Douanes Françaises Jacques Oudart Fourmentin (DF P1)  France
- La vedette des Sapeurs-Pompiers Eric Decaux Delayen, France
- Les chalutiers (Bassin Napoléon) : Sépia II, Le Précurseur, Le Manureva, L'Arpège, Le Marmouzet III. France
- le bateau de sauvetage Président Jacques Huret (SNS 076)  France

### Édition 2021
La 10e édition de la grande fête maritime de la Côte d'Opale se déroulera du 8 juillet au 11 juillet 2021 au port de Boulogne-sur-Mer , du quai Gambetta jusqu’au bassin Napoléon.

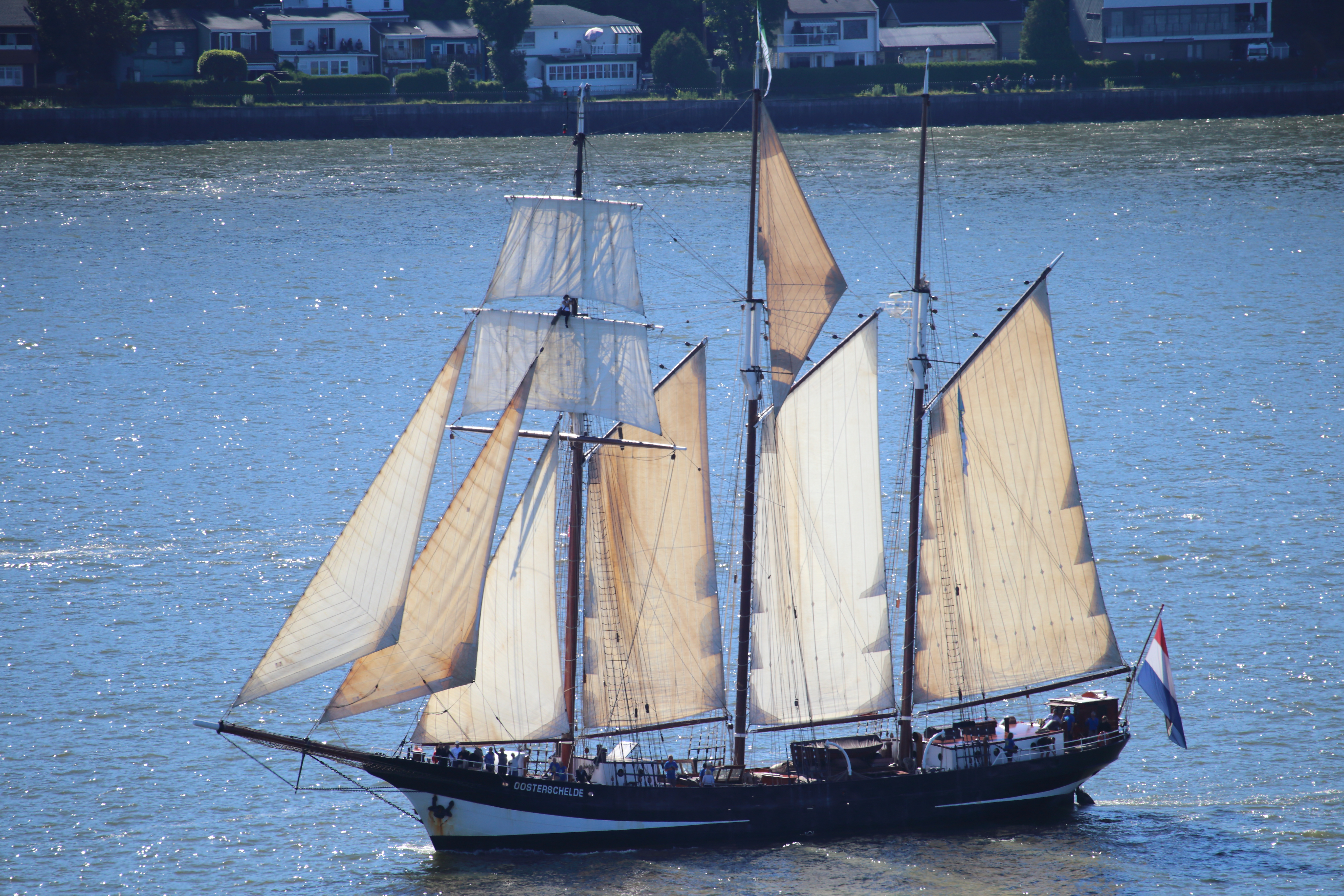
Le trois mâts Oosterschelde.

Elle accueille les bateaux suivants :
- le trois-mâts goélette Marité  France ;
- le trois-mâts goélette Antigua  Pays-Bas ;
- le harenguier Iris  Pays-Bas ;
- la goélette à trois mâts Oosterschelde  Pays-Bas ;
- le trois-mâts goélette Thalassa  Pays-Bas
- le dundee Nele  Belgique
- le Flamant, patrouilleur de service public de la Force d'action navale;  France
- l’Armoise (PM32), vedette régionale de surveillance de la direction générale des affaires maritimes, de la pêche et de l’aquaculture  France .
- le bateau de sauvetage Président Jacques Huret (SNS 076)  France
- Les chalutiers Charles de Foucauld (BL 463883) (1980),  France, Marmouset II (BL 851457) (1994),  France Frégate III (BL 925601) (2006),  France et la vedette à passagers du port Florelle (BL 652731)  France

## Édition 2023
La 11e édition de la fête de la mer de Boulogne-sur-Mer se déroule du jeudi 13 au dimanche 16 juillet 2023. Ce sont les 20 ans de la fête.
Bateaux présents.
- Le trois-mâts barque Artémis  Pays-Bas
- La goélette à hunier Atyla  Espagne
- La caraque Nao Victoria  Espagne
- La goélette Pascual Flores  Espagne
- La goélette à hunier Wylde Swan  Allemagne
- Le trois-mâts goélette Thalassa  Pays-Bas
- le bateau sauvetage Président Jacques Huret (SNS 076)  France
- Le chalutier Charles de Foucauld (BL 463883) (1980),  France
- Le chalutier Marmouset II (BL 851457) (1994),  France
- Le chalutier hybride [7] Frégate III (BL 925601) (2006),  France
- la vedette à passagers du port Florelle (BL 652731)  France

### Programme

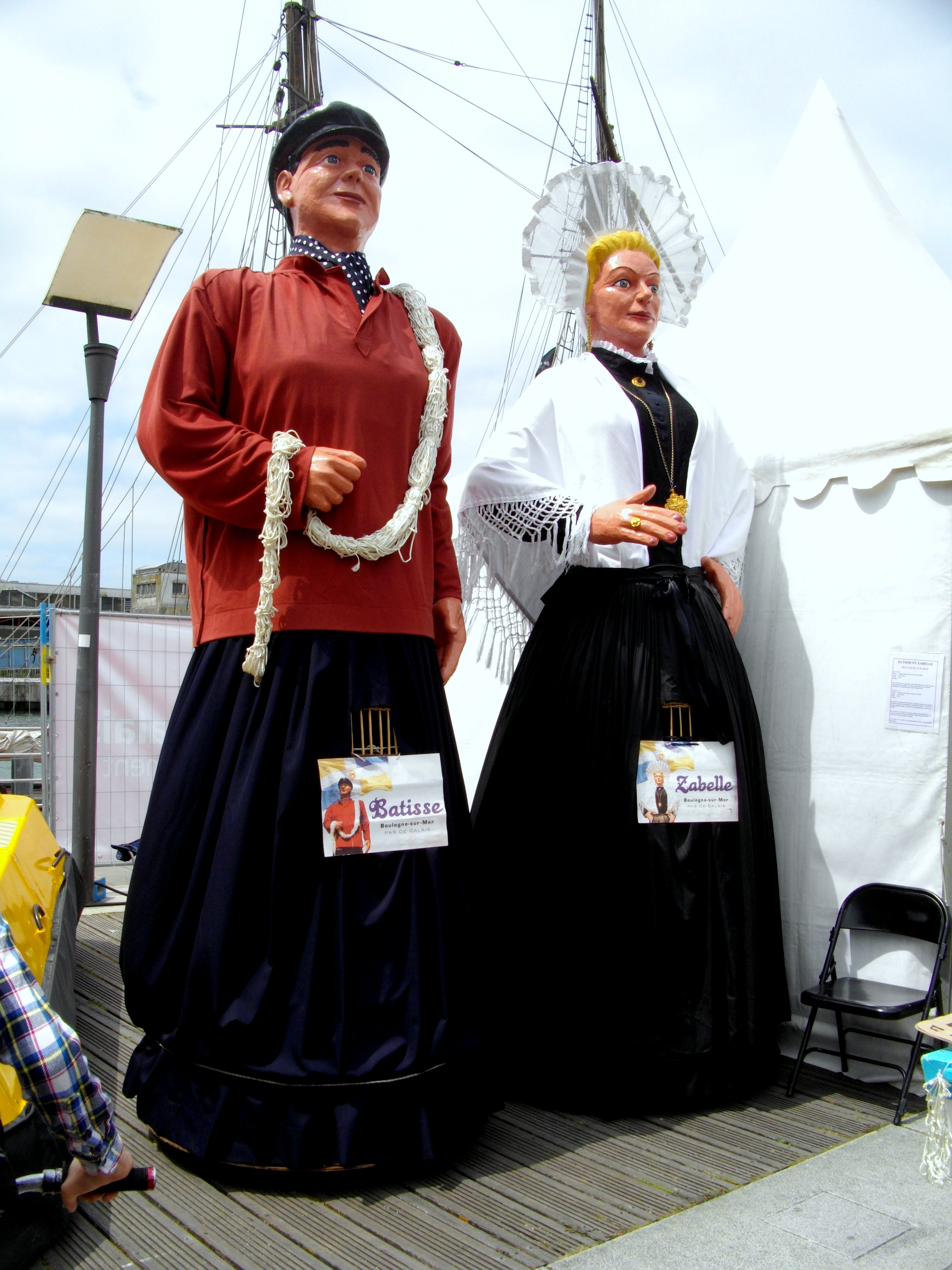
Batisse et Zabelle.

- Des grands voiliers traditionnels et des sorties en mer.
- Visite à quai de chalutiers de pêche artisanale.
- Démonstration d’hélitreuillage et de sauvetage en mer.
- Des concerts de chants marin (en journée et en soirée),
- Les Géants de processions et de cortèges Batisse et Zabelle.
- Un village des savoir-faire et des traditions maritimes : avec de nombreuses associations boulonnaises et des associations institutionnelles (La F.R.C.P.M.[13], l'A.G.V.[14], le magazine Le Chasse-marée[15]…).
- Des dégustations de produits de la mer.
- Des animations, des expositions pour tous.
- La parade des bateaux.

## Prochaine édition
Lors de la conférence de presse pour l’annonce de la Course des caps (Course IMOCA du 23 juin au 6 juillet), le maire de Boulogne-sur-Mer, Frédéric Cuvillier, a évoqué le report des Fêtes de la mer en 2026.

## Galerie Photos

La fête de la mer de Boulogne-sur-Mer
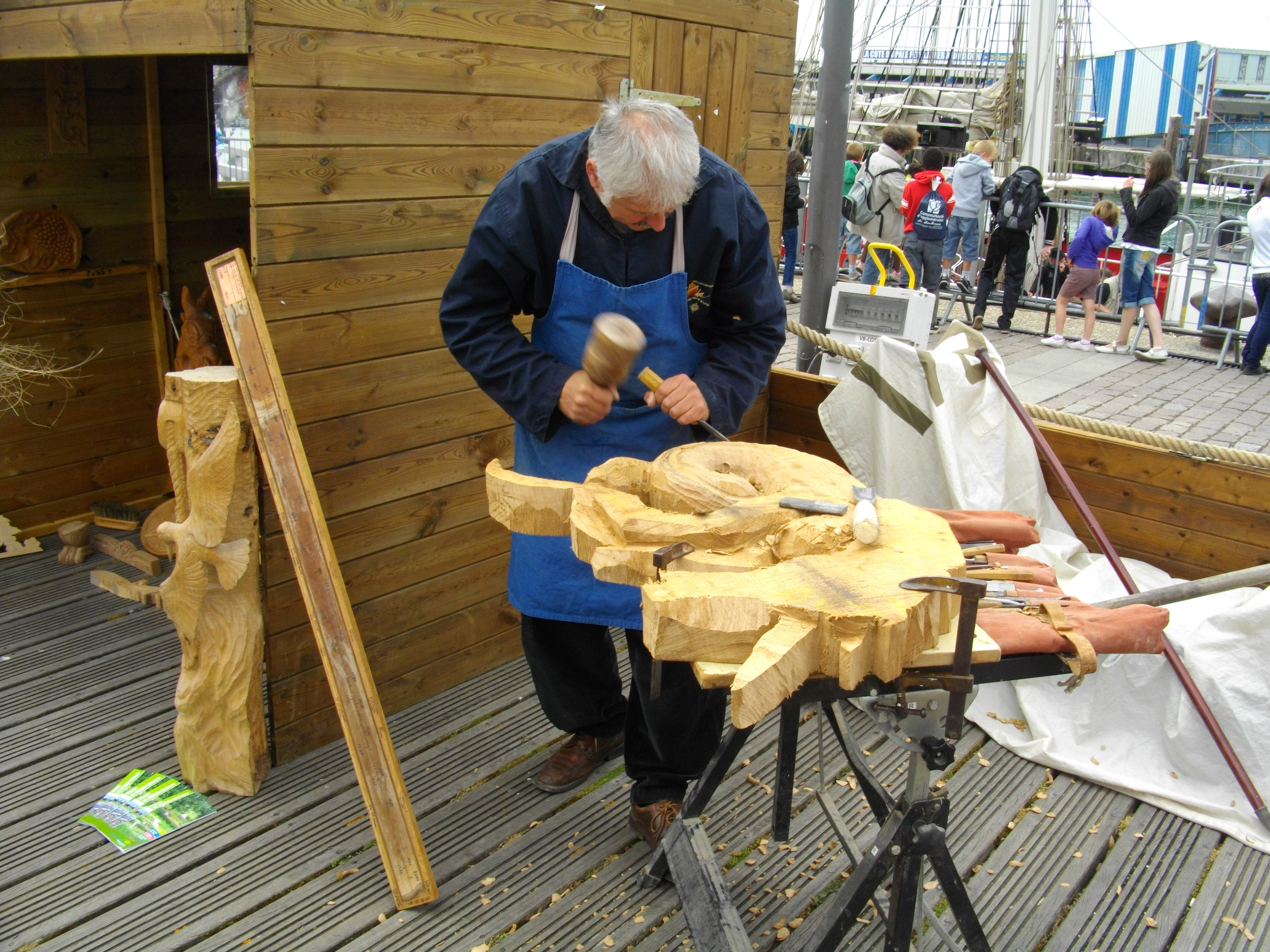
Sur les quais ; un vieux métier (2013).
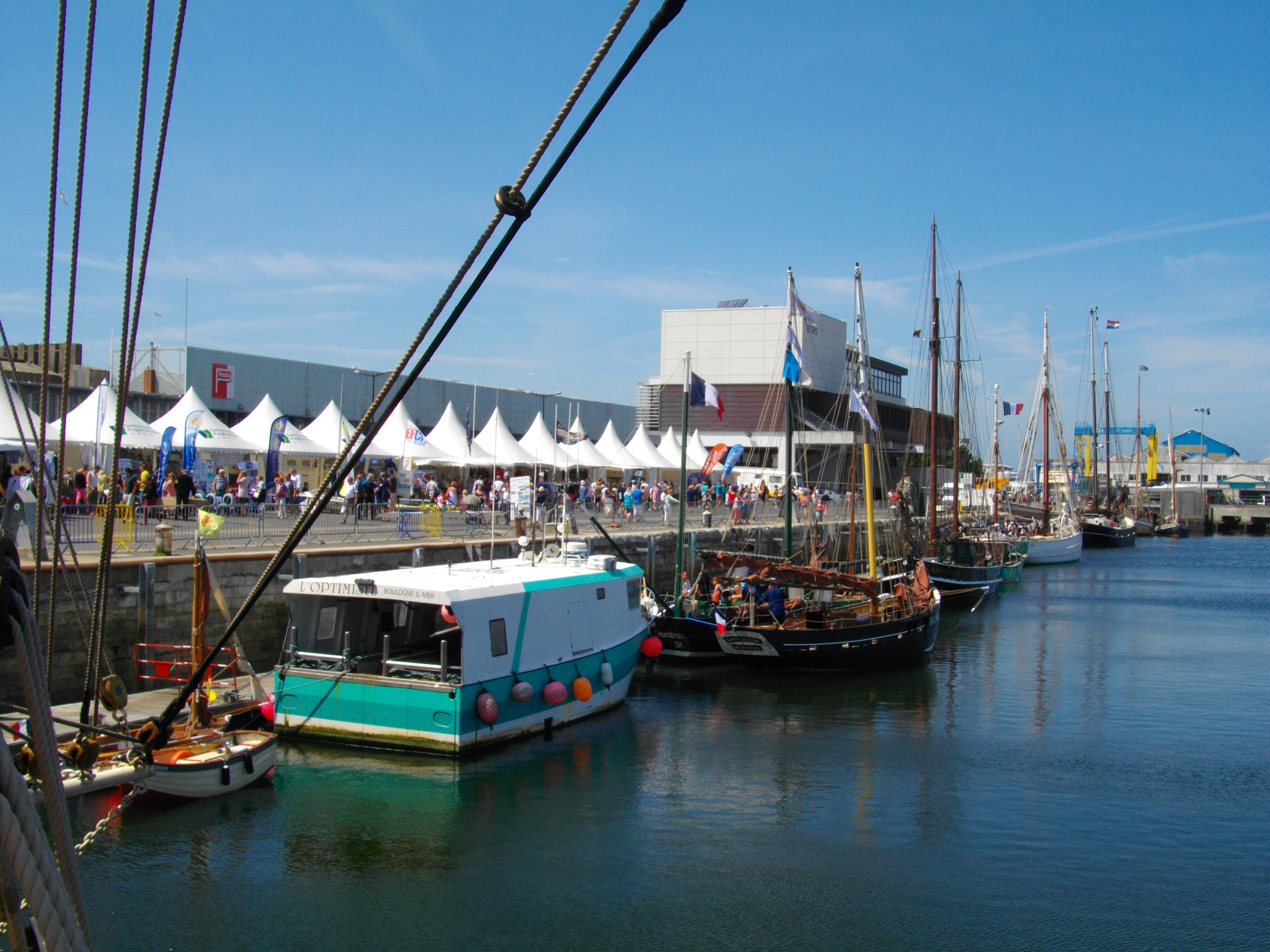
Année 2013.
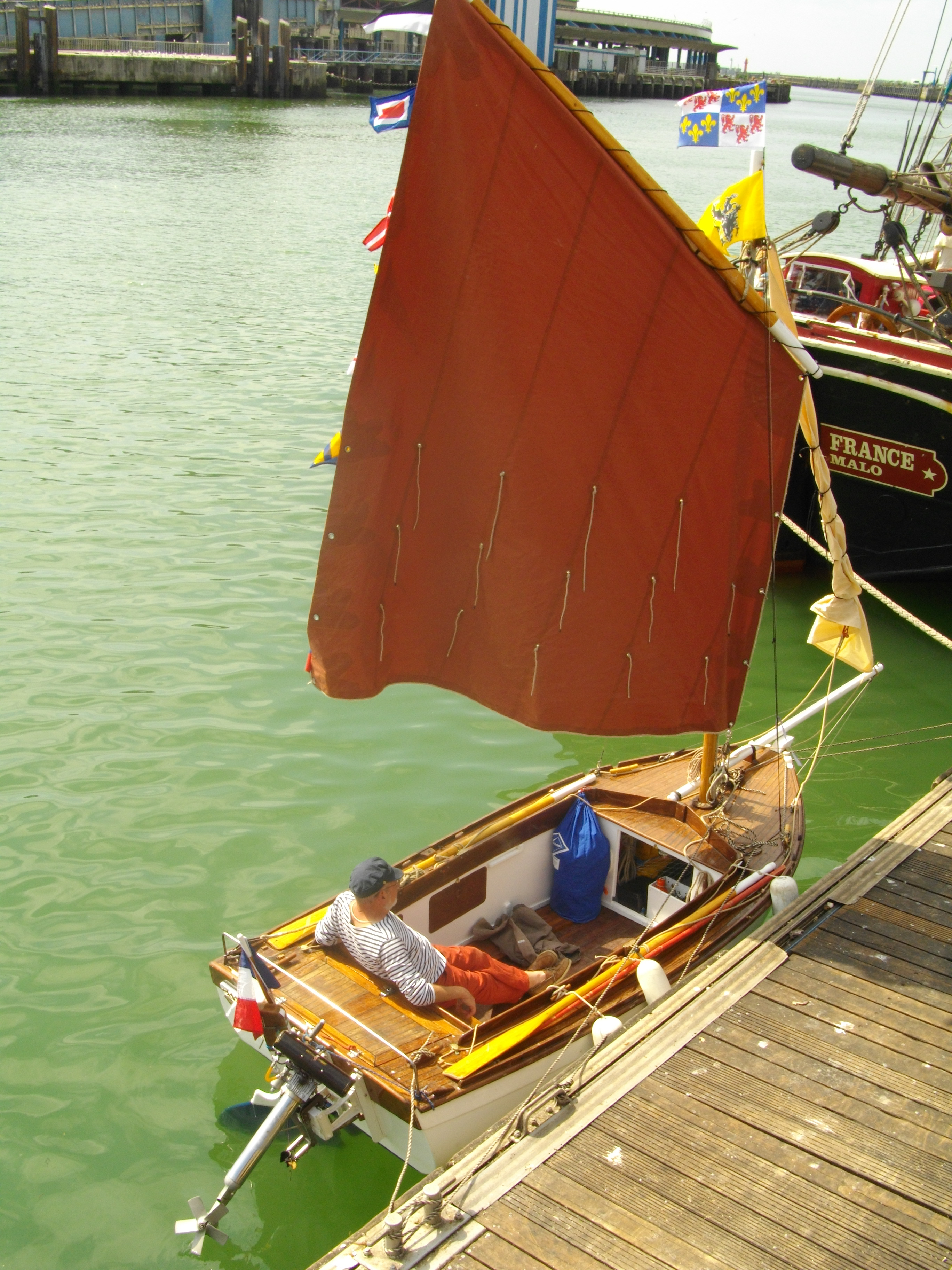
Année 2013.
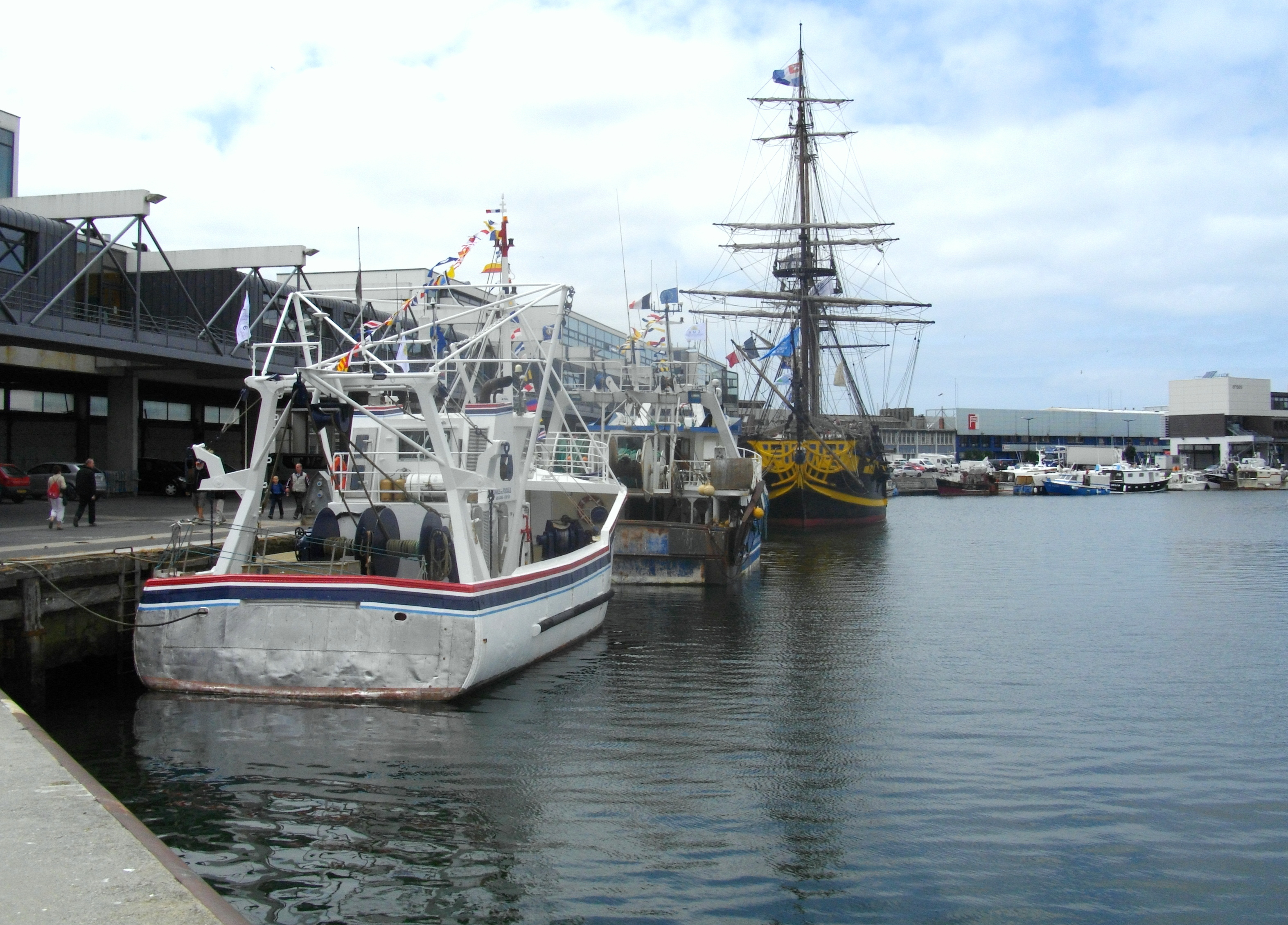
L'Étoile du Roy en 2013.
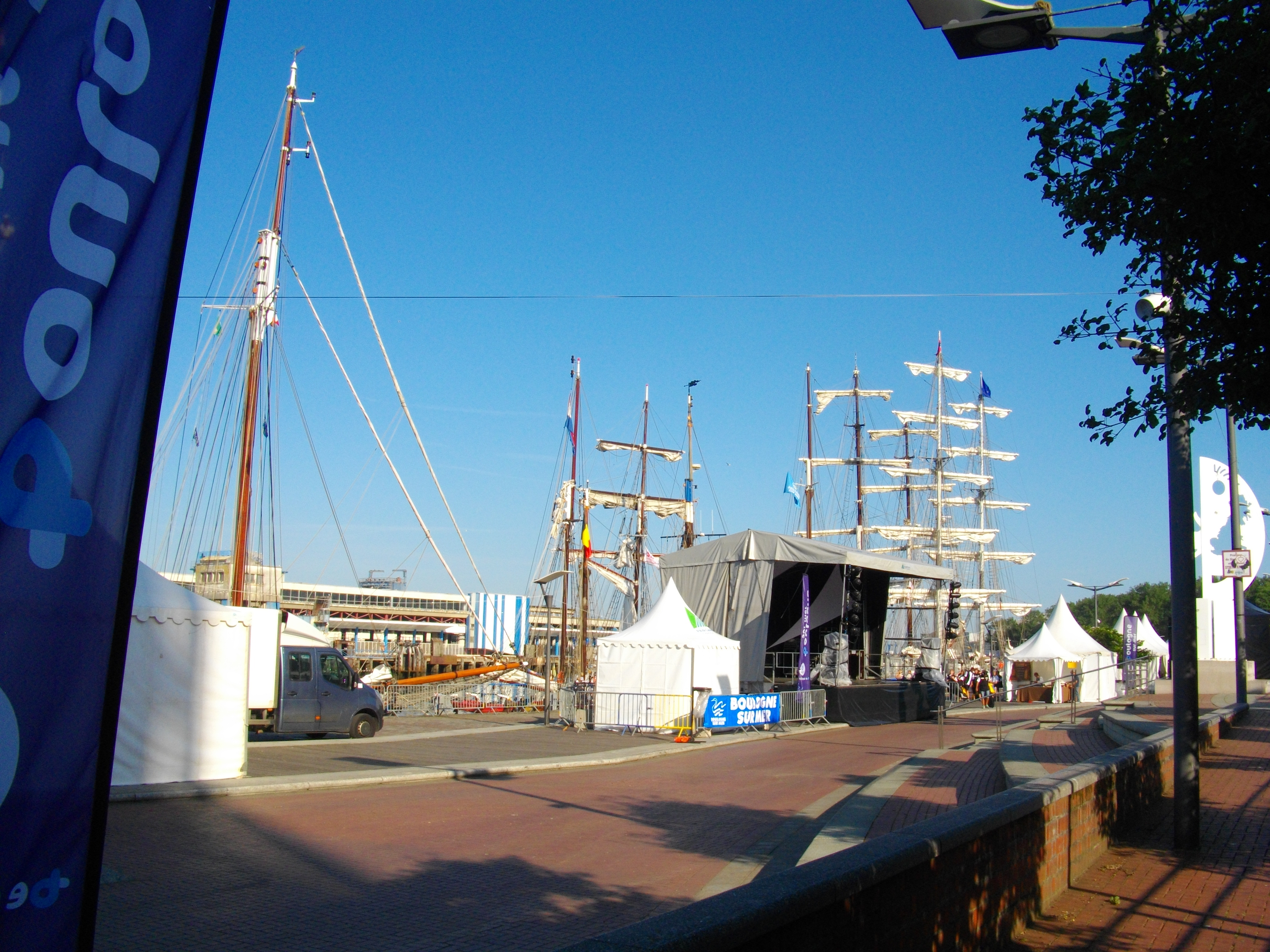
Une forêt de mâts en 2015.
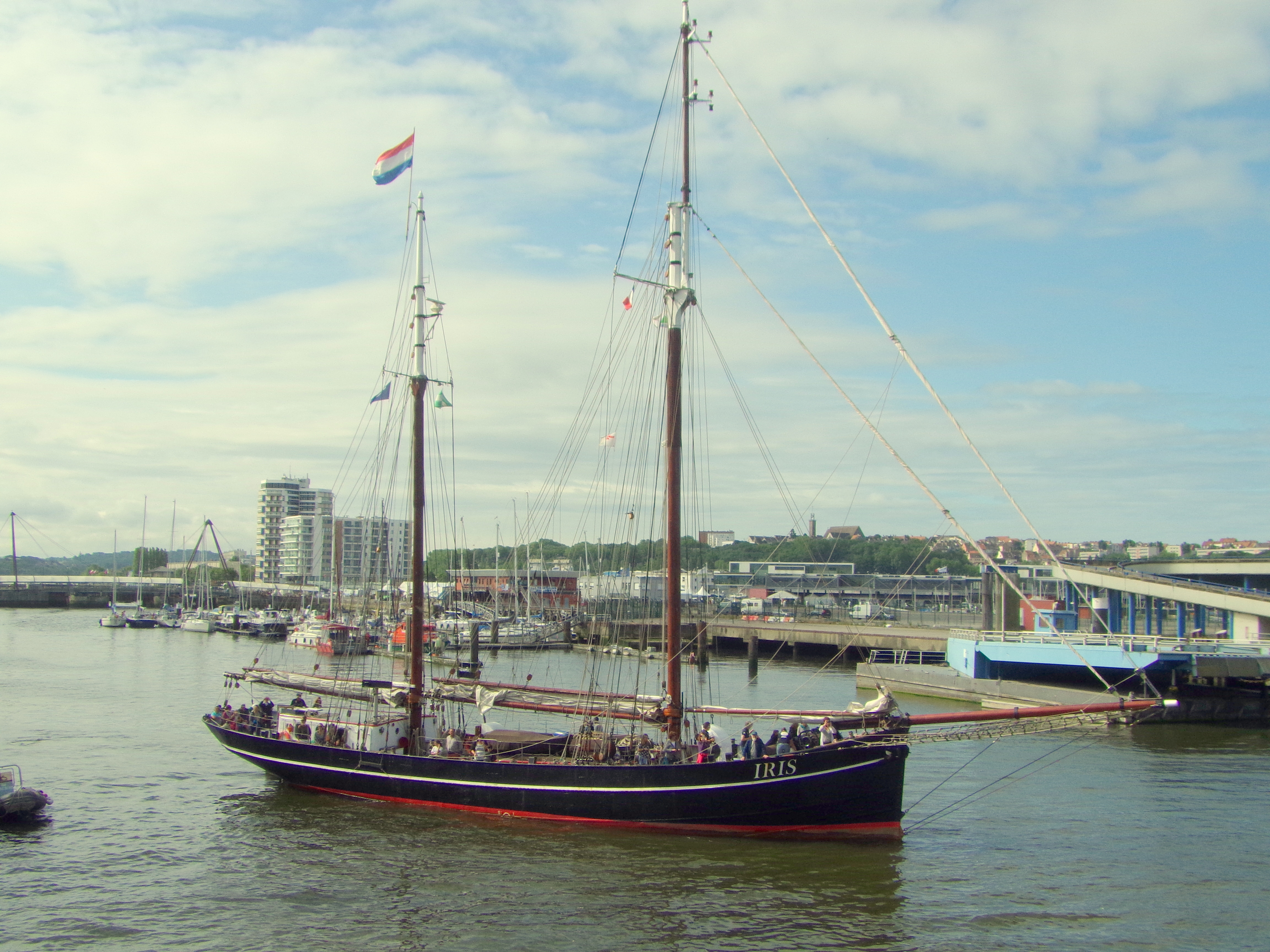
L'Iris en 2019.
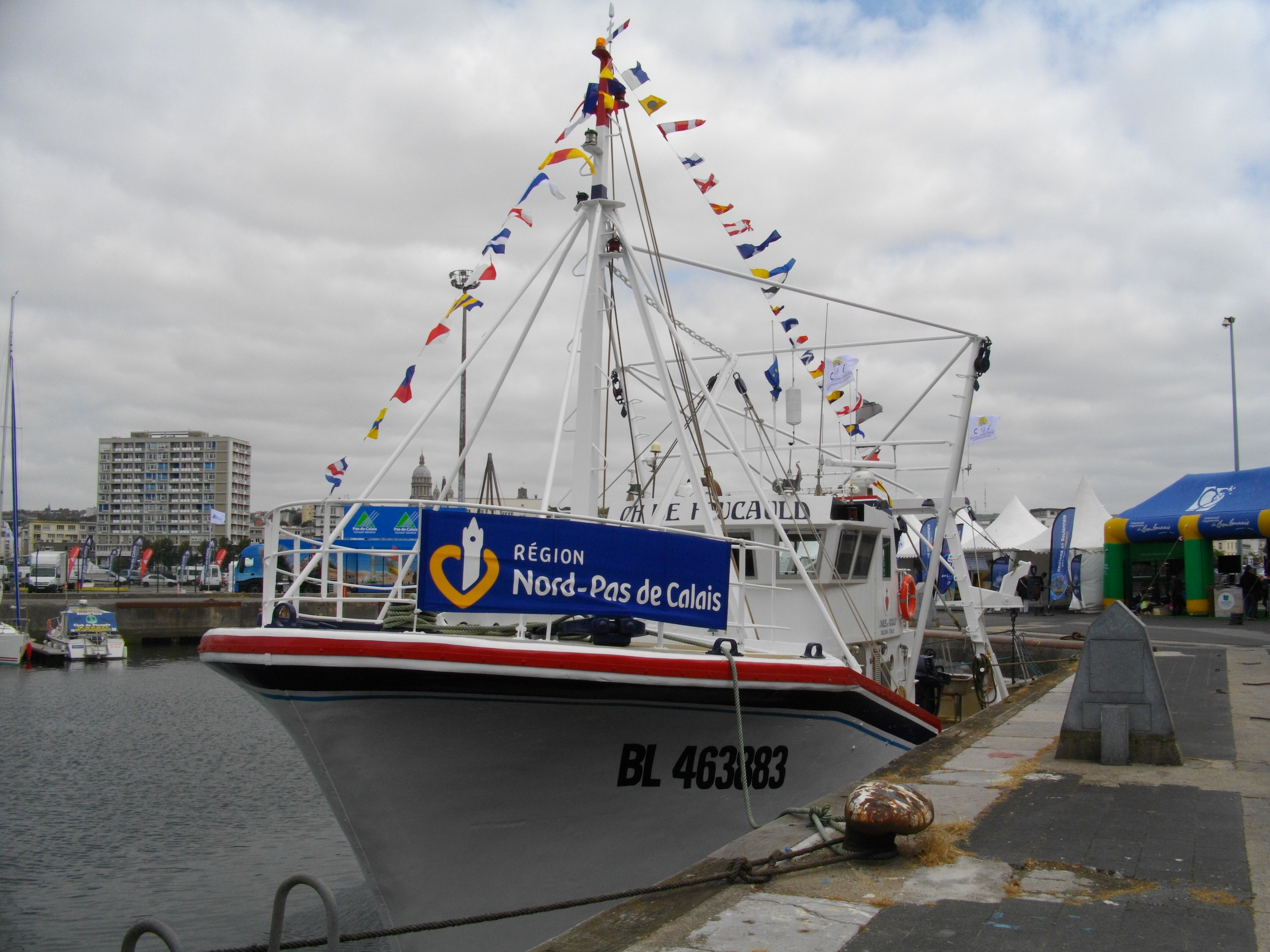
Le Charles de Foucauld en 2019

## Pour approfondir